# Lista filmów z największą liczbą kopii w Polsce
Jest to lista zawierająca filmy, które były rozpowszechniane w polskich kinach po 1989 roku w liczbie kopii przekraczającej 140. Podana jest także przykładowa liczba kopii filmów sprzed 1989 roku, która jednak może być niekompletna.
Według szefa Stowarzyszenia Kina Polskie Zbigniewa Żmigrodzkiego w Polsce działa 750 kin. Zdaniem firmy Kantar Media Intelligence obserwującej rynek kinowy w Polsce, liczba kin wynosi prawie 700, w tym 37 stanowią kina wielosalowe (ponad cztery sale), gdzie filmy są wyświetlane na 347 ekranach (dane na 31 grudnia 2004). W latach 80. w Polsce istniało ponad 2000 kin.

## Przed 1989 rokiem
| Lp | Nazwa               | Rok  | Liczba kopii |
| -- | ------------------- | ---- | ------------ |
| 1. | Podróże pana Kleksa | 1985 | 208          |
| 2. | Seksmisja           | 1984 | 192          |
| 3. | Kochaj albo rzuć    | 1977 | 174          |
| 4. | Trędowata           | 1976 | 170          |
| 5. | Potop               | 1974 | 169          |
| 6. | Krzyżacy            | 1960 | 155          |
| 7. | Pan Wołodyjowski    | 1968 | 144          |

## Po 1989 roku
| Lp  | Nazwa                                             | Rok  | Liczba kopii |
| --- | ------------------------------------------------- | ---- | ------------ |
| 1.  | „Gwiezdne wojny: Przebudzenie Mocy”               | 2015 | 601          |
| 2.  | „Hobbit: Bitwa Pięciu Armii”                      | 2014 | 435          |
| 3.  | „Hobbit: Pustkowie Smauga”                        | 2013 | 425          |
| 4.  | „Hobbit: Niezwykła Podróż”                        | 2012 | 385          |
| 5.  | Listy do M. 2                                     | 2015 | 328          |
| 6.  | 1920 Bitwa warszawska                             | 2011 | 238          |
| 7.  | Avatar                                            | 2009 | 235          |
| 8.  | Odlot                                             | 2009 | 200          |
| 9.  | Harry Potter i Książę Półkrwi                     | 2009 | 196          |
| 10. | Katyń                                             | 2007 | 189          |
| 11. | Opowieści z Narnii: Książę Kaspian                | 2008 | 188          |
| 12. | Popiełuszko. Wolność jest w nas                   | 2009 | 181          |
| 13. | Świadectwo                                        | 2008 | 180          |
| 14. | Harry Potter i Czara Ognia                        | 2005 | 179          |
| 15. | Harry Potter i Zakon Feniksa                      | 2007 | 176          |
| 16. | Idealny facet dla mojej dziewczyny                | 2009 | 175          |
| 17. | Epoka lodowcowa 3: Era dinozaurów                 | 2009 | 170          |
| 18. | Seks w wielkim mieście                            | 2008 | 165          |
| 19. | Gwiezdne wojny: część III – Zemsta Sithów         | 2005 | 163          |
| 20  | Lejdis                                            | 2008 | 160          |
| 21. | Nie kłam, kochanie                                | 2008 | 156          |
| 22. | Troja                                             | 2004 | 155          |
| 23. | Miłość na wybiegu                                 | 2009 | 155          |
| 24. | Potwory kontra Obcy                               | 2009 | 153          |
| 25  | Kochaj i tańcz                                    | 2009 | 153          |
| 26. | Karol. Człowiek, który został papieżem            | 2005 | 151          |
| 27. | Władca Pierścieni: Powrót króla                   | 2004 | 150          |
| 28. | Opowieści z Narnii: Lew, czarownica i stara szafa | 2005 | 150          |
| 29. | Załoga G                                          | 2009 | 150          |